# Cúp bóng đá Guam
Cúp bóng đá Guam (tiếng Anh: Guam FA Cup), tên đầy đủ: Cúp Hiệp hội bóng đá Guam, trước đây được tài trợ bởi Shirley's Restaurant (2008) và Cars Plus Guam (2009 & 2010), hiện tại giải đấu có tên chính thức là Cúp GFA Beck's.

## Lịch sử giải đấu

### Cúp GFA 2016
Vô địch: Rovers FC
Á quân: Guam Shipyard
Tỉ số: 2–1

### Cúp GFA 2015
Vô địch: Guam Shipyard
Á quân: Paintco Strykers
Tỉ số: 1–1 ((s.h.p.), 5–3 pen)

### Cúp GFA 2014
Vô địch: Rovers FC
Á quân: Espada
Tỉ số: 4–3

### Cúp GFA 2013
Vô địch: Quality Distributors
Á quân: Espada
Hạng ba: Southern Cobras
Tỉ số: 2–1

### Cúp GFA 2012
Vô địch: Guam Shipyard
Á quân: Quality Distributors
Hạng ba: Cars Plus FC
Tỉ số: 4–3 [(s.h.p.)]

### Cúp GFA 2011 Beck's
Vô địch: Quality Distributors
Á quân: Cars Plus FC
Hạng ba: MDA Cobras
Tỉ số: 2–1 (QDFC – Scott Spindel 2; CPFC – phản lưới)

### Cúp GFA 2010 Cars Plus
Vô địch: Guam Shipyard
Á quân: Quality Distributors
Hạng ba: Paintco Strykers
Tỉ số: 4–3 (GSY – Jason Cunliffe 3, Elias Merfalen; QDFC – Scott Spindel 2, Jude Bischoff)

### Cúp GFA 2009 Cars Plus
Vô địch: Quality Distributors
Á quân: Guam Shipyard
Hạng ba: No Ka Oi Guam SC
Tỉ số: 3–1 AET (QDFC – Jude Bischoff, Seung Min Lee, Paul Long; GSY – phản lưới)

### Cúp GFA 2008 Shirley's
Vô địch: Quality Distributors
Á quân: IT&E Crushers
Hạng ba: Paintco Strykers
Tỉ số: 5–2 (QDFC: Francisco Santos 2, Jason Cunliffe, Jude Bischoff, Seung Min Lee; IT&E Eliseo Zamarron 2)

## Thành tích theo câu lạc bộ
| Năm                  | Số lần vô địch | Số lần thua trận chung kết | Năm vô địch            |
| -------------------- | -------------- | -------------------------- | ---------------------- |
| Quality Distributors | 4              | 2                          | 2008, 2009, 2011, 2013 |
| Guam Shipyard        | 3              | 2                          | 2010, 2012, 2015       |
| Rovers FC            | 2              | 0                          | 2014, 2016             |
| Espada               | 0              | 2                          | —                      |
| IT&E Crushers        | 0              | 1                          | —                      |
| Cars Plus FC         | 0              | 1                          | —                      |
| Paintco Strykers     | 0              | 1                          | —                      |